# Maki Horikita

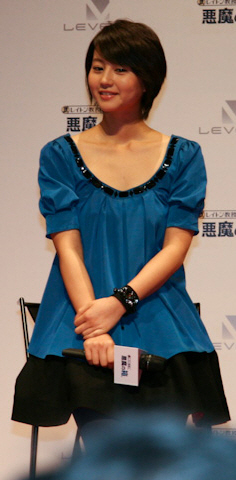
Maki Horikita (2007)

Maki Horikita (jap. 堀北 真希, Horikita Maki; * 6. Oktober 1988 in Kiyose, Präfektur Tokio) ist eine japanische Schauspielerin.

## Leben
Maki Horikita wurde als älteste von drei Schwestern in Kiyose geboren. Ab 2003 begann sie schauspielerisch tätig zu werden. Ihren Durchbruch erreichte sie in den folgenden Jahren durch ihre Rollen in den Fernsehserien Densha Otoko und Nobuta o Produce.
Seit August 2015 ist sie mit dem Schauspieler Kōji Yamamoto verheiratet.

## Filmografie (Auswahl)
- 2005: Always San-chōme no Yūhi (ALWAYS 三丁目の夕日)
- 2005: Hinokio
- 2005: Shinku (深紅)
- 2005: Gyakkyō Nine (逆境ナイン, Gyakkyō Nain)
- 2006: The Call 3 – Final (着信アリ)
- 2007: Hana-Kimi (花ざかりの君たちへ, Hanazakari no Kimitachi e), Dorama, 12 Folgen
- 2007: Always Zoku San-chōme no Yūhi (ALWAYS 続・三丁目の夕日)
- 2011: Byakuyakō (白夜行)

als Sprecherin
- 2009: Professor Layton und die ewige Diva (レイトン教授と永遠の歌姫), Animefilm

## Auszeichnungen
- 2005: Yokohama Eigasai als Beste Nachwuchsdarstellerin[1]
- 2006: Japanese Academy Award als Bester Nachwuchsdarsteller (für Always San-chōme no Yūhi)[2]
- 2008: Nominierung für Japanese Academy Award als Beste Nebendarstellerin (für Always Zoku San-chōme no Yūhi)